# Monolit

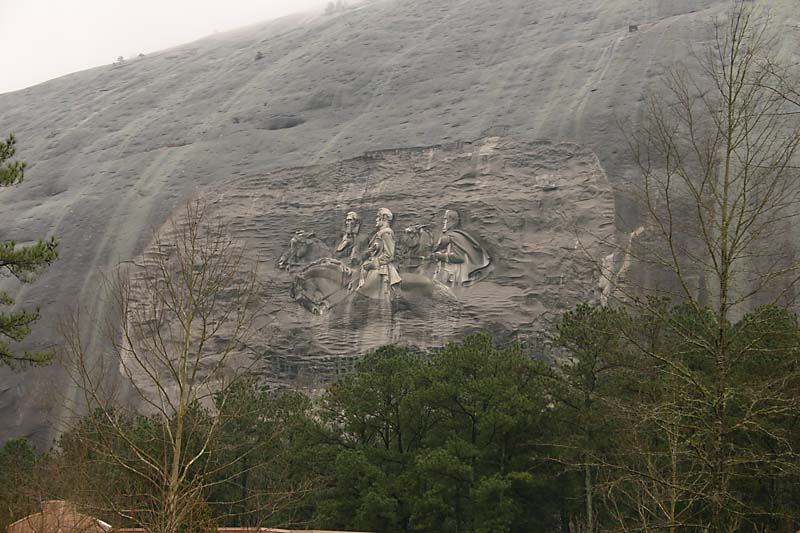
Płaskorzeźba na monolicie Stone Mountain

Monolit – geologiczny lub technologiczny twór (np. góra lub obelisk) składający się z pojedynczego bloku skalnego. Formacje takie zazwyczaj ujawniane są na skutek erozji. Najczęściej stworzone są z niezwykle twardej skały metamorficznej.
Nazwa pochodzi od gr. μονόλιθος (monolithos) pochodzącego od słów μόνος („jeden” lub „samotny”) oraz λίθος („głaz, kamień”).
Terminem określa się także ludzi, rzeczy oraz zjawiska jednorodne, spójne, tworzące niezróżnicowaną całość.

## Monolity geologiczne
Trzy największe obecnie znane monolity na Ziemi to:
1. Mount Augustus w Australii Zachodniej
2. La Peña de Bernal, w Meksyku
3. Stone Mountain, w Stone Mountain Park, Stone Mountain, na przedmieściach Atlanty, Georgia, USA

Warto zaznaczyć, że przez wiele lat za największy monolit świata uznawany był monolit Uluru (zwany również Ayers Rock). Nie jest to jednak prawdą, gdyż monolit Mount Augustus jest ponad dwukrotnie większy. Ponadto wedle nowszych badań Uluru wcale nie jest monolitem, lecz częścią większej formacji skalnej, do której należą również Kata Tjuta i Mount Connor.
Inne przykłady monolitów:

### Ameryka Północna
- Stone Mountain, Stone Mountain, Georgia
- Bottleneck Peak and Moon, Sids Mountain, Utah
- Devils Tower National Monument, Wyoming
- El Capitan, Park Narodowy Yosemite, Kalifornia
- Haystack Rock, Cannon Beach, Oregon
- Stawamus Chief, Squamish, Kolumbia Brytyjska, Kanada
- Enchanted Rock, Llano County, Teksas
- Haystack Rock, Clatsop County, Oregon
- Rocher-Percé, Quebec, Kanada

### Europa
- Frau Holle Stone, w pobliżu Fulda, Niemcy
- Humber Stone, Humberstone, w pobliżu Leicester, Anglia.
- King Arthur's Stone (Kornwalia)
- Logan Stone (Trereen, Kornwalia)
- Odin Stone (Stenhouse, Orkady; zniszczony 1814 r.)
- Skała Gibraltarska

### Afryka
- Sibebe, Eswatini
- Lalibela, Etiopia
- Ben Amera, Mauretania
- Brandberg, Namibia
- Aso Rock, Nigeria
- Zuma Rock, Nigeria

### Azja
- Savandurga

### Australia
- Mount Coolum, Queensland
- Mount Wudinna, w pobliżu Wudinna, Australia Południowa
- Mount Augustus, Australia Zachodnia

### Ameryka Południowa
- Torres del Paine, Chile

### Antarktyka
- Scullin monolith

## Sztuczne monolity
- Szczytowy głaz Mauzoleum Teodoryka w Rawennie
- Kamień Słońca związany z kalendarzem azteckim
- kamienie runiczne
- stele
- obeliski
- Ogham Stone, Dingle Peninsula, Irlandia (wyspa)
- Adam and Eve Stones, Avebury, Wiltshire, Anglia
- Merlin Stone, kamienny krąg w Avebury, Wiltshire, Anglia
- Manzanar National Historic Landmark, USA
- wykute w litej skale kościoły w Lalibeli (Etiopia)

## Kultura popularna
Najbardziej znanym przykładem wykorzystania monolitu w kulturze popularnej jest monolit pojawiający się w serii książek i filmów science-fiction Odyseja kosmiczna. W serii tej tajemnicze Monolity (prostopadłościany o charakterystycznych wymiarach pozostających w stosunku 1:4:9) uczestniczą w rozwoju ludzkości. Jak się później okazuje tworzą one potężną, kosmiczną sieć stworzoną miliony lat temu przez obcą cywilizację, mającą na celu obserwację eksperymentu polegającego na tworzeniu cywilizacji na różnych planetach.